# Nezana
Nezana ( também chamado Nezol) foi um governante do Reino de Axum, que reinou no início do século V. 

## Reinado
Pouco se sabe de sua história, o pouco que sabemos chegou ao nosso conhecimento das moedas cunhadas durante o seu reinado. Provavelmente Nezana foi irmão de Ebana e de Tazena (Ousas)  e os três eram filhos de Ela Amida.  . Munro-Hay relata uma teoria em que Nezol e Nezana eram dois reis distintos que compartilhavam um co-reinado. Apesar de apresentar essa possibilidade, não dá mais nenhuma opinião sobre o assunto. 